# Hildegarde (abbesse)
Pour les articles homonymes, voir Hildegarde.

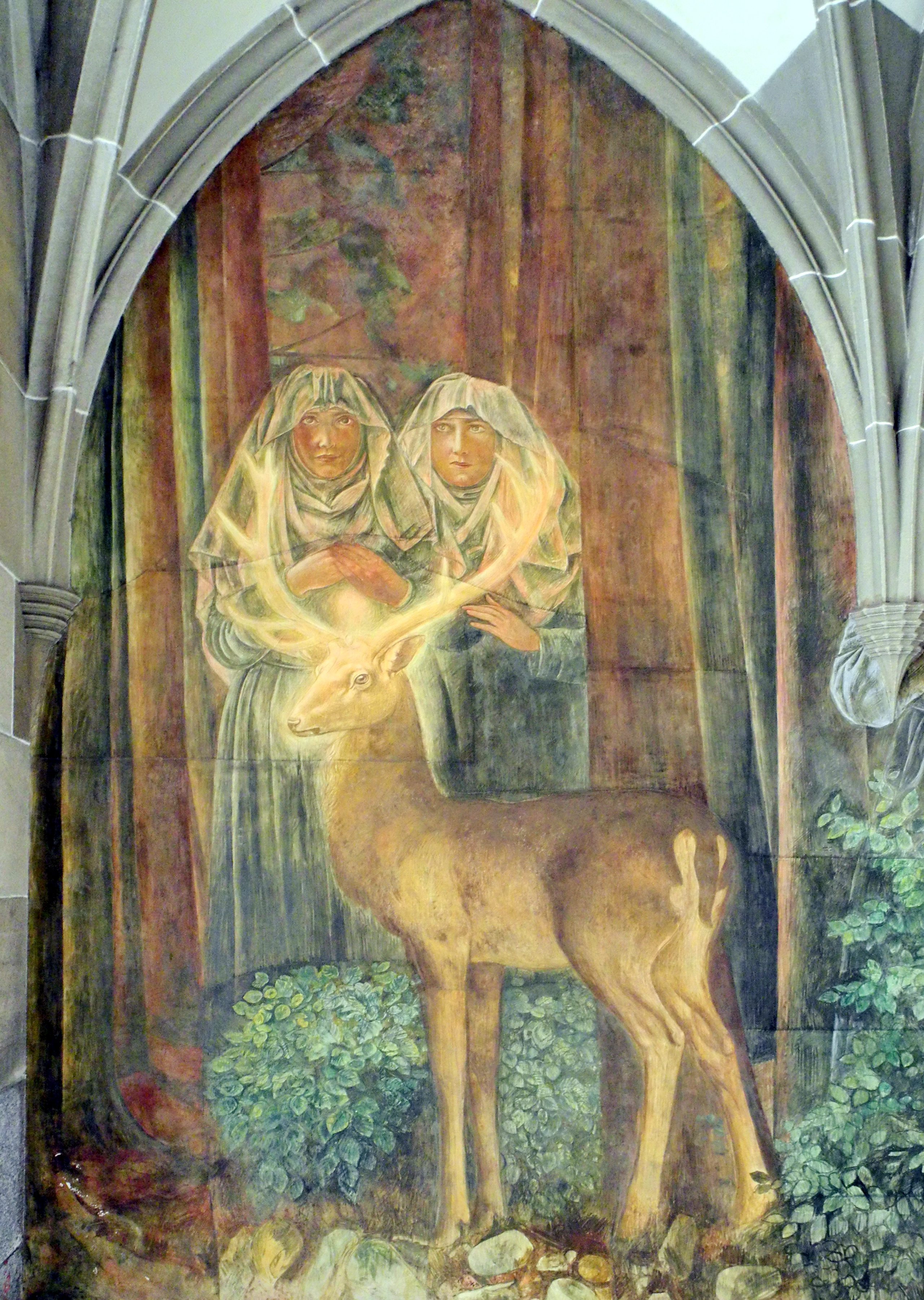
Fresque de Paul Bodmer dans le cloître du Fraumünster figurant les deux filles de Louis le Germanique.

Hildegarde, née en 828 et morte le 23 décembre 856 ou 859, est l'une des filles du roi carolingien de Francie orientale Louis le Germanique et de sa femme, Emma de Bavière. Elle est abbesse du Fraumünster fondé par son père.

## Biographie
Hildegarde, née un an après le mariage de son père et de la comtesse Emma, est le premier enfant du couple. En 844, elle est abbesse de Münsterschwarzach en Bavière, l'Eigenkloster de la cour carolingienne, fondé en 780.

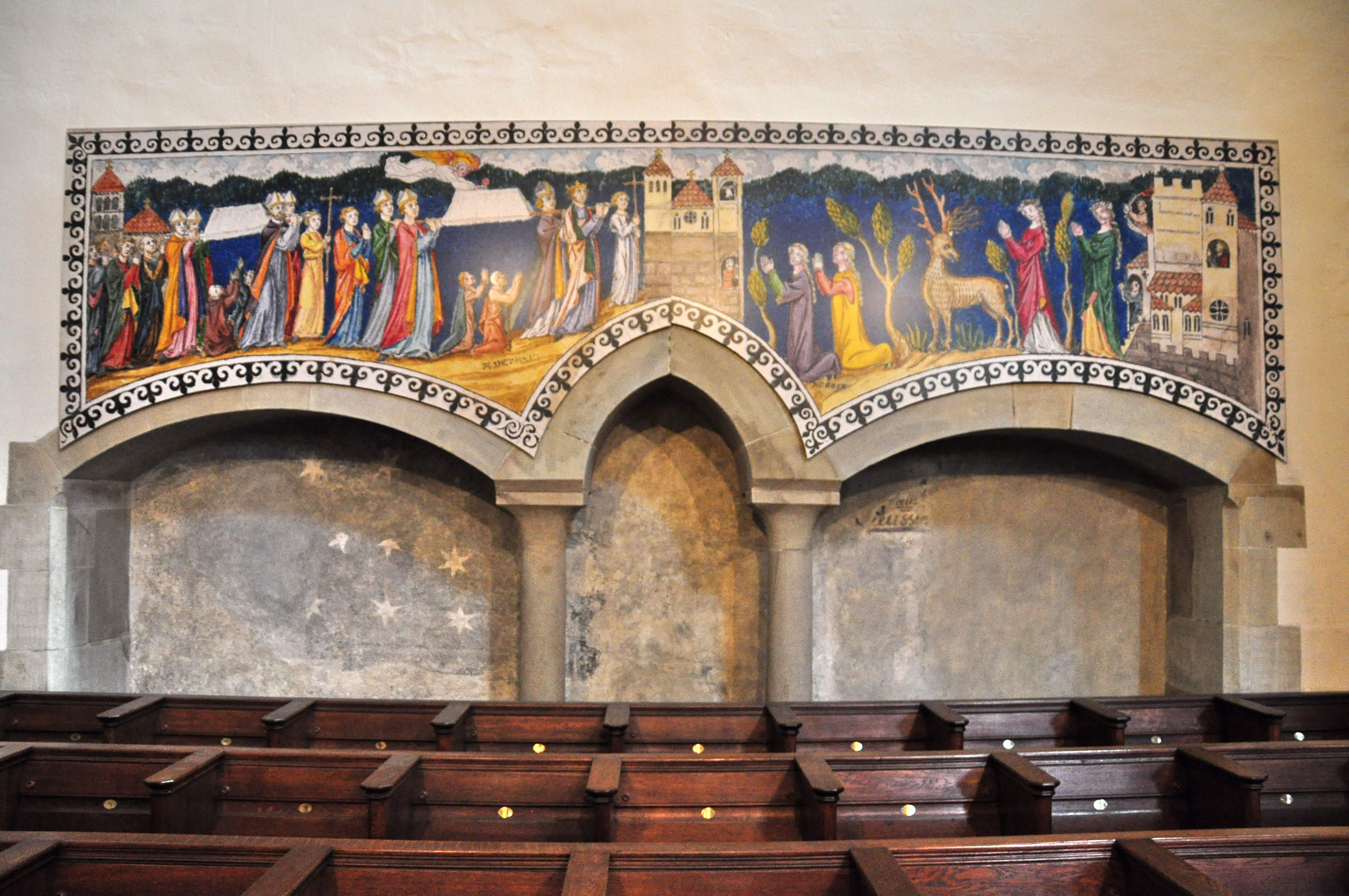
Vue intérieure du Fraumünster où est représentée la légende de la fondation du Monastère.

Le 21 juillet 853, Louis le Germanique fonde le monastère du Fraumünster de Zurich, dont sa fille Hildegarde devient l'abbesse, tandis que sa sœur cadette Bertha prend sa succession au Münsterschwarzach. La fondation du nouveau monastère a donné lieu à une légende selon laquelle les deux sœurs s'étaient installées ensemble au château de Baldern sur l'Albis pour y mener une vie pieuse et recluse. Se rendant un jour à Zurich, où elles voulaient prier dans la chapelle de Felix et Regula, elles aperçurent toutes les deux un cerf lumineux, qui leur indiquait un chemin à travers la forêt menant à un endroit propice pour y construire une église. Louis le Germanique suivit cette divine invitation.
Historiquement, on est certain qu'à cet endroit se trouvait déjà un monastère qu'il avait récemment fondé : cette propriété foncière considérable et le droit à une juridiction autonome fut confiée à Hildegarde.
Hildegarde meurt le 23 décembre 856 (ou selon certaines sources 859) ; à nouveau, Bertha lui succède en tant qu'abbesse, cette fois au Fraumünster.